# New Central Airservice
New Central Airservice (japonais : 新中央航空, OACI : CUK, indicatif d'appel : CHUOH AIR) est une compagnie aérienne japonaise créée en décembre 1978 pour exploiter la ligne reliant l'aéroport de Chofu (Chofu, Tokyo) et l'archipel d'Izu.